# Mankari

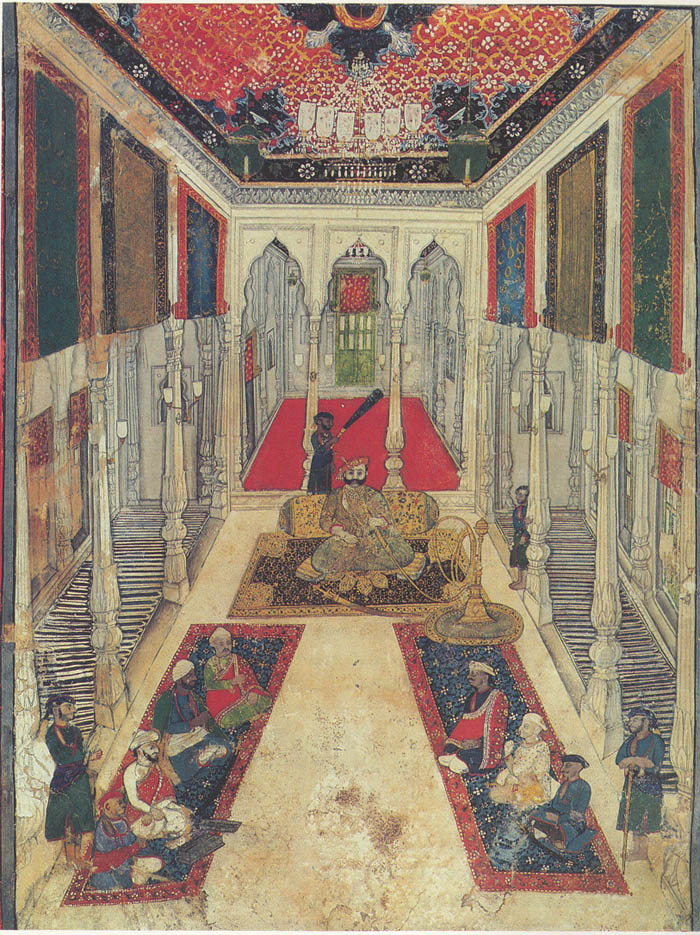
Un Maratha Durbar montrant le chef (Raja) et les nobles Sardars, Jagirdars, Istamuradars et Mankaris de l'État.

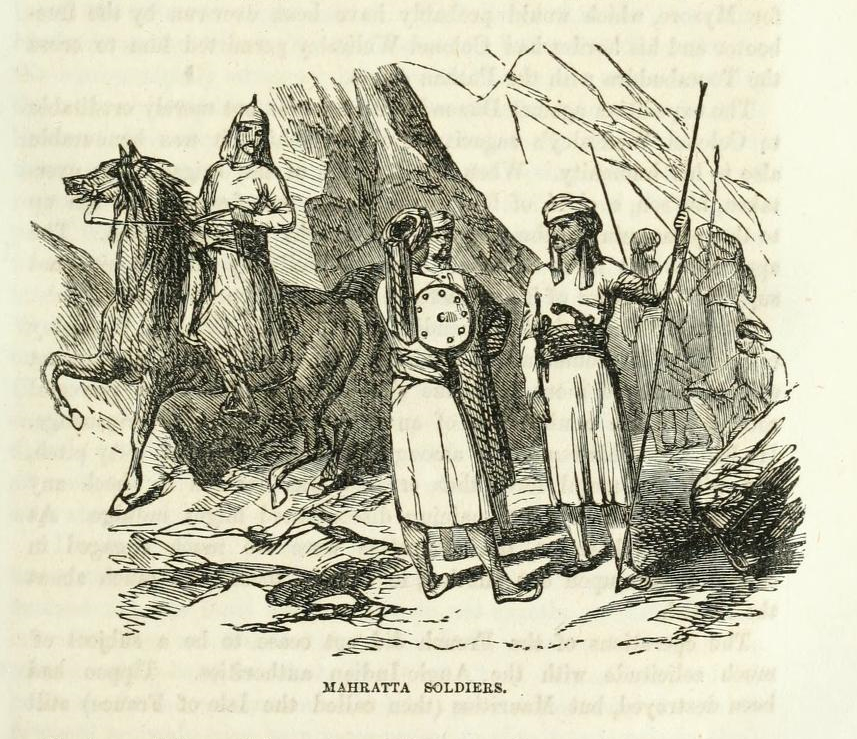
Soldats Marathes.

Mankari (Mānkari ou Maankari) est un titre héréditaire utilisé parles nobles Hindu Maratha, et les troupes du sous-continent indien qui détenaient des concessions de terres et des allocations en espèces. Ils occupaient un poste officiel au Darbar (cour) et avaient droit à certains honneurs cérémoniels et présents rendus lors des cours, conseils, mariages, fêtes, assemblées villageoises, etc. Ils étaient dignes de distinction et l'honneur qui leur était rendu résultait de leur importance militaire, bureaucratique ou fiscale ou de celle de leurs illustres ancêtres,.
Le terme a été largement utilisé par la noblesse Maratha, qui a occupé des postes importants dans divers États princiers de l'Empire Maratha,.